# Depot von Přídolí
Das Depot von Přídolí (auch Hortfund von Přídolí) ist ein Depotfund der frühbronzezeitlichen Aunjetitzer Kultur aus Přídolí im Jihočeský kraj, Tschechien. Es datiert in die Zeit zwischen 1800 und 1600 v. Chr. Das Depot befindet sich heute im Südböhmischen Museum in Budweis.

## Fundgeschichte
Das Depot wurde 2005 nordnordwestlich von Přídolí im Wald am Ostufer des Flusses Drahoslavícky mit einem Metalldetektor entdeckt. Anschließend erfolgte eine archäologische Nachuntersuchung. Der Fluss fließt hier durch ein schluchtartiges Tal. Die Fundstelle befindet sich an dessen engster Stelle. Die Funde lagen in einer Steinkiste, die mit einem flachen Stein abgedeckt war.

## Zusammensetzung
Das Depot besteht aus 88 kupfernen Spangenbarren, von denen mehrere nur unvollständig erhalten sind. Die Barren lagen ungeordnet in der Kiste, einige waren in den Boden oder in Wände gesteckt worden. Das Gesamtgewicht der Funde beträgt 5,295 kg.